# Alcyonidium effusum
Alcyonidium effusum is een mosdiertjessoort uit de familie van de Alcyonidiidae. De wetenschappelijke naam van de soort is voor het eerst geldig gepubliceerd in 1909 door Norman.